# Маркелов Микола Григорович
Микола Григорович Маркелов (рос. Николай Григорьевич Маркелов; 15 вересня 1917, Степановка — 22 грудня 2004) — радянський офіцер, Герой Радянського Союзу, в роки радянсько-японської війни парторг 355-го окремого батальйону 13-ї бригади морської піхоти Тихоокеанського флоту, старший сержант.

## Біографія
Народився 15 вересня 1917 року в селі Степановці (тепер Ртищевського району Саратовської області). Росіянин. Член ВКП(б) з 1944 року. Закінчив 7 класів і педагогічний робітфак. Був учителем, потім працював на Далекому Сході в Ольгинському районі Приморського краю.
У Військово-Морському флоті з 1939 року. За високі показники в бойовій і політичній підготовці в роки радянсько-німецької війни мав ряд заохочень від командування, був нагороджений нагрудним знаком «Відмінний стрілець». Учасник радянсько-японської війни 1945 року.
Звання Героя Радянського Союзу з врученням ордена Леніна і медалі «Золота Зірка» (№ 7149) Маркелову Миколі Григоровичу присвоєно Указом Президії Верховної Ради СРСР від 14 вересня 1945 року за відвагу і героїзм, проявлені в боях за звільнення корейського міста і порту Сейсин (Чхончжин).

Могила Миколи Маркелова

Після війни продовжував службу на флоті. У 1947 році закінчив військово-політичне училище, в 1953 році — Вищий військово-педагогічний інститут. З 1966 року капітан I рангу М. Г. Маркелов в запасі. Працював у морській школі ДТСААФ. Жив у Києві. Помер 22 грудня 2004 року. Похований у Києві на Лісовому кладовищі.

## Нагороди
Нагороджений орденом Леніна, орденами Вітчизняної війни 1-го ступеня, Червоної Зірки, медалями.